# 拉雷斯區

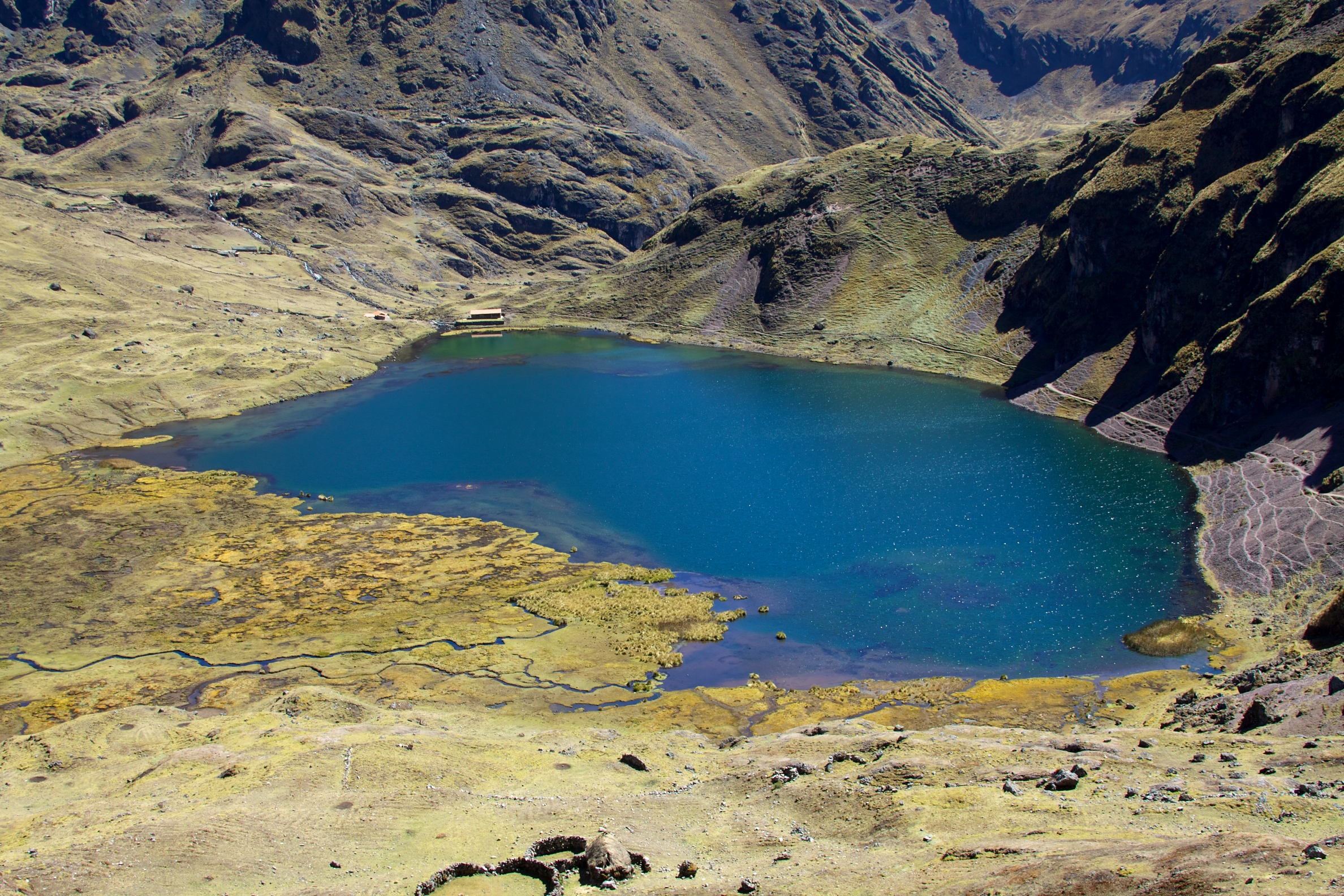

拉雷斯區（西班牙語：Distrito de Lares），是秘魯的一個區，位於該國南部庫斯科大區的卡爾卡省，始建於1825年6月21日，面積527.26平方公里，海拔高度3,150米，2005年人口6,251，人口密度每平方公里12人。